# Vallelunga (trasporto)
La Vallelunga è stata una nave trasporto munizioni e posamine della Regia Marina.

## Storia
Costruita presso i cantieri del Muggiano a La Spezia, la nave entrò in servizio nel 1924.
All'inizio della seconda guerra mondiale l'unità, come la capoclasse Panigaglia, era sotto il diretto controllo di Supermarina. Nel corso del conflitto la nave venne ampiamente utilizzata per la posa di campi minati.
L'annuncio dell'armistizio sorprese il Vallelunga nella base di La Spezia: per evitare la cattura dell'unità da parte delle truppe tedesche, l'equipaggio autoaffondò la nave il 9 settembre 1943. Nell'ottobre del 1943 il relitto venne recuperato dai tedeschi, che lo trasferirono a Genova, lo ripararono e lo rimisero in servizio come posamine portuale (con capacità da 30 a 53 mine) il 31 marzo 1944. Incorporata nella Kriegsmarine, la nave mantenne comunque il nome di Vallelunga.
Il 28 maggio 1944, durante un pesante bombardamento aereo statunitense su Genova, il Vallelunga fu colpito da bombe con perdite tra l'equipaggio e saltò in aria. Altre fonti indicano invece come causa dell'affondamento del Vallelunga il bombardamento del 4 settembre 1944, condotto da 144 bombardieri Boeing B 17 dei Gruppi 449° e 450° USAAF, che affondò numerose navi e provocò centinaia di vittime tra la popolazione genovese.
Il relitto, trovato affondato nell'aprile 1945 nella Calata Giaccone (nei pressi di Ponte San Giorgio), venne recuperato nel 1947 e demolito.